# Thập niên 1120
Thập niên 1120 là thập niên diễn ra từ năm 1120 đến 1129.